# Arkadiusz (Karpinski)
Arkadiusz, imię świeckie Arkadij Konstantinowicz Karpinski (ur. 14 stycznia?/26 stycznia 1851 w Nowogrodzie Wołyńskim, zm. 4 sierpnia?/17 sierpnia 1913 w Świętojezierskim Wałdajskim Monasterze Iwerskiej Ikony Matki Bożej) – rosyjski biskup prawosławny.

## Życiorys
Ukończył prawosławne seminarium duchowne w Krzemieńcu, a następnie Moskiewską Akademię Duchowną (dyplom w 1877). W 1879 podjął pracę wykładowcy w szkole duchownej w Klewaniu i pozostawał w niej zatrudniony przez dziesięć lat. W szkole tej urządził także internat dla uczniów kształconych na koszt biskupa eparchialnego, otworzył dla nich odrębny szpital i uporządkował bibliotekę. Uzyskiwał kolejne rangi urzędnicze: w 1879 został radcą nadwornym, w 1883 – radcą kolegialnym, zaś w 1887 – radcą stanu. W 1888 otworzył przy klewańskiej szkole duchownej cerkiew. Od 1889 do 1891 był inspektorem seminarium duchownego w Mohylewie, równocześnie prowadząc kurs Pisma Świętego. Przez kolejne dwa lata był rektorem tegoż seminarium.
Był mężczyzną żonatym, miał czworo dzieci, jednak wszystkie zmarły w wieku kilku lat. W 1888 stracił również żonę. Pięć lat później, 20 marca 1893, złożył wieczyste śluby mnisze przed arcybiskupem mohylewskim Ireneuszem, zachowując dotychczasowe imię. Dzień później przyjął święcenia diakońskie, 25 marca – święcenia kapłańskie, zaś w październiku tego samego roku został archimandrytą. Zasiadał w radzie ds. szkół przy eparchii mohylewskiej, od października 1893 do maja 1895 był jej przewodniczącym.
W 1895 został przeniesiony do eparchii nowogrodzkiej, gdzie był rektorem seminarium duchownego, cenzorem oficjalnego pisma administratury i przełożonym monasteru św. Antoniego Rzymianina. 16 września 1896 otrzymał nominację na biskupa bałachnińskiego, wikariusza eparchii niżnonowogrodzkiej. Wyświęcony został 6 października tego samego roku. Po roku przeniesiono go na katedrę turkiestańską i taszkencką.
W eparchii taszkenckiej utworzył 22 nowe parafie i 20 szkół parafialnych, zaś w 1901 otworzył pierwszy w regionie prawosławny klasztor żeński, przekształcony z istniejącej wcześniej żeńskiej wspólnoty św. Mikołaja. W roku następnym został przeniesiony na katedrę riazańską i zarajską. W okresie wojny rosyjsko-japońskiej organizował zbiórki funduszy na rzecz żołnierzy. W 1906, z powodu choroby, został najpierw skierowany na dwumiesięczny urlop, a następnie przeniesiony w stan spoczynku z wyznaczonym miejscem pobytu w Świętojezierskim Wałdajskim Monasterze Iwerskiej Ikony Matki Bożej.
Odznaczony orderem św. Stanisława III stopnia (1884), św. Anny III i II stopnia (1889, 1896) oraz św. Włodzimierza III stopnia (1902).